# Java (kippenras)

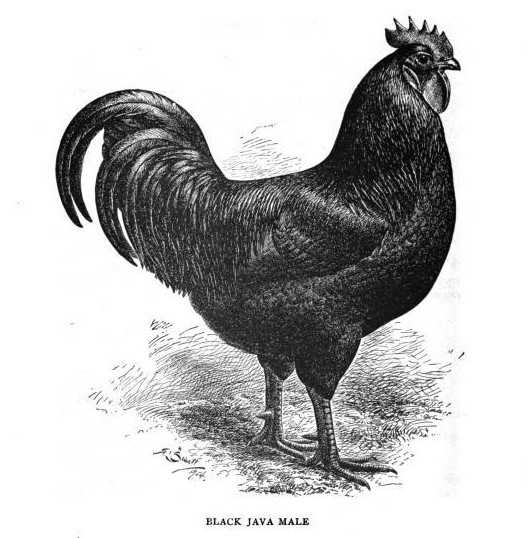
Illustratie van de zwarte javahaan in The American Standard of Perfection, 1905

De javakip is, anders dan de naam doet vermoeden, een Amerikaans kippenras van onbekende Aziatische oorsprong, voor het eerst vermeld in 1835. Het is een zeldzaam ras dat in Nederland niet voorkomt en dat in de Verenigde Staten als met uitsterven bedreigd ras wordt aangemerkt. De javakip is een voorouder van de twee, hieronder genoemde, ook in Nederland belangrijke rassen.
De kip heeft een lange brede rug en is zwart of gevlekt met zwarte poten. Een roodbruine variant bestond tot 1870 en een witte tot 1950. De haan weegt ca. 4,5 kg. en de hen legt bruine eieren. 
Twee andere Amerikaanse kippenrassen, de Rhode Island Red en Plymouth Rock, stammen van de javakip af - eerstgenoemde van de roodbruine; de tweede van de witte variant. Beide laatst genoemden zijn van belang in de hybriden-teelt. De Rhode Island Red in de teelt van de legkippen en de Plymouth Rock als vleeskuiken-moederdier.